# Постоянный Совет
Постоянный Совет (пол. Rada Nieustająca) — высший административный орган Речи Посполитой в 1775—1789 годах.
Был образован в марте 1775 года после первого раздела Речи Посполитой под влиянием российской императрицы Екатерины II. К 1789 году Совет являлся главным административным органом Речи Посполитой.

## История
Совет состоял из монарха (король польский и великий князь литовский), представителей Сената (18 сенаторов) и знати (18 шляхтичей), и имел пять департаментов: иностранных дел, военный, полиции, казначейства и юстиции.
Каждые два года 18 депутатов-шляхтичей переизбирались сеймом. Уже первый состав Совета выбирался в соответствии со списком, составленным Екатериной II (только три кандидата попали в Совет в соответствии с желанием Пруссии). Декреты Постоянного Совета подписывал король, но он не имел права их отклонять.
Постоянный Совет избирался на вальных сеймах и был подотчетен Сейму. По существу, Совет стал первым в истории Речи Посполитой органом «межсеймовой» высшей власти, который контролировал все сферы жизни страны. Однако при этом из-за большой коррумпированности члены Совета были подчинены российскому правительству.
19 января 1789 года на заседании  Четырехлетнего Сейма Постоянный Совет был ликвидирован абсолютным большинством голосов.